# سامبودرومو ماركيز دي سابوكاي
سامبودرومو ماركيز دي سابوكاي (بالبرتغالية: Sambódromo da Marquês de Sapucaí‏) هي مَنطقة استعراضية بُنيت بغرض عرض كرنفال ريو في ولاية ريو دي جانيرو في البرازيل، وَتُستخدم في استعمالات أُخرى أيضاً. تقع هذه المنطقة في وسط المدينة الجديدة (سيداد نوفا) في ريو دي جانيرو، وتتنافس مدارس السامبا فيها كُل عام أثناء كرنفال ريو، وتجذب هذه الكرنفالات العديد من البرازيليين والسُياح الأجانب كُل عام. تَم تصميم الهيكل العام للسامبودرومو من قِبل المهندس المعماري أوسكار نيماير، وَتُعد من أول أعماله الرئيسية بعد نهاية النظام العسكري البرازيلي (1964-1985).

## التسمية
سُمي بماركيز دي سابوكاي تيمُناً بِكانديدو خوسيه دي أروجو فيانا.

## التحسين
تم تَحسين السامبودرومو لاستضافة ماراثون ألعاب القوى ورياضة الرِماية في الألعاب الأولمبية الصيفية 2016، وأيضاً لاستضافة رياضة الرماية في الألعاب البارالمبية الصيفية 2016.